# Schlacht von Schuinshoogte
Die Schlacht von Schuinshoogte, auch bekannt als Schlacht von Ingogo, wurde am 8. Februar 1881 im Norden von Newcastle, KwaZulu-Natal, im Zuge des Ersten Burenkrieges ausgetragen.
Bronkhorstspruit – Lydenburg – Laing's Nek – Schuinshoogte – Majuba Hill

## Ziele und Absichten
Nach der für die Briten verlorenen Schlacht von Laings Nek befand sich die Kommunikation zwischen Newcastle und George Pomeroy Colley unter ständiger Störung durch burische Patrouillen, welche von JD Weilbach befehligt wurden.
George Pomeroy Colley plante infolgedessen einen Weg entlang der Newcastle-Mount Prospect Road freizukämpfen, um eine sicherere Versorgung zu ermöglichen und die Verstärkung erhalten zu können, welche für ihn von großer Wichtigkeit war.

## Kampfverlauf
Gegen 9:00 Uhr verließ George Colley das Mount Prospect-Camp mit einem Trupp, der hauptsächlich aus Infanteristen bestand. Eine Kompanie der 60th Rifles (Kings Royal Rifle Corps) und zwei Artilleriegeschütze stationierte er auf einem Gebirgskamm mit Blick auf den Ingogo River, während eine Handvoll Kavalleristen und Infanteristen den Hang deckten.
Während seines Aufstieg des Ingogo bekam Colley von einem seiner Spähtrupps die Nachricht, dass sich größtenteils berittene Buren unter dem Kommando von General Nicolaas Smit und Kommandant JD Weilbach den Briten näherten. Als Antwort darauf formierten die Briten, mit 240 Infanteristen, 38 Kavalleristen und 2 Artilleriegeschützen, eine kreisförmige Verteidigungslinie entlang des Gebirgskamms. Die Buren versuchten bei ihrem Angriff, bestehend aus rund 300 Buren, die Briten einzukesseln und ihnen so den Fluchtweg abzuschneiden.

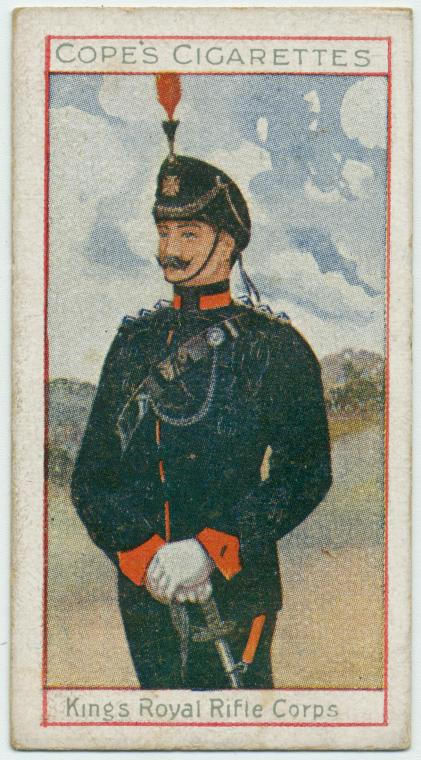
Ein Offizier der King’s Royal Rifle Corps, abgebildet auf einem Zigarettenbild.

Von Mittag bis 19:00 kam es zu einer Vielzahl blutiger Nahkämpfe, in denen viele Briten ihr Leben ließen. Die britischen Verteidiger litten besonders unter dem konzentrierten und genauen Feuer der Buren. Die Truppen der 60th Rifles trugen weiße Helme, welche mit Hilfe von Tee khaki gefärbt wurden. Dies ermöglichte eine gewisse Tarnung. Jedoch standen ihre dunkelgrünen, fast schwarzen Uniformen im starken Kontrast zu der südafrikanischen Steppe, was sie zu einem leichten Ziel der Buren machte.
Auch die Kavalleristen und Kanoniere der britischen Armee trugen dunkle Uniformen, welche sie vom Hintergrund farblich abhoben. Insbesondere die Kanoniere waren während des Bedienens ihrer Waffe dem burischen Feuer schutzlos ausgeliefert. Im Gegensatz dazu trugen die burischen Truppen khakifarbene Uniformen und waren darin geübt, natürliche Ressourcen für ihre Tarnung zu nutzen und in die Umgebung einzublenden.
Ein plötzlicher Regenfall sorgte für ein vorzeitiges Ende der Schlacht. Der Regen ließ den Ingogo River um ein Vielfaches ansteigen, weshalb die Buren dachten, dass die Querung mit schwerer Artillerie den Briten unmöglich sei. Die Buren warteten die Nacht ab und wollten die Kampfhandlungen am nächsten Tag fortsetzen. Colleys Truppen allerdings traten in der Nacht ihren Rückzug, mitsamt Pferden, Gewehren, Munition und schwerer Artillerie, durch den Ingogo River an. Trotz der vielen Männer, die in den Fluten des Ingogo ertranken, schaffte Colley es, den Buren zu entgehen. Dieses Versäumnis der Buren war vermutlich der einzige schwerwiegende Fehler während des gesamten ersten Burenkrieges.

## Folgen
Später wurde spekuliert, dass wenn Colley die Verstärkung vor den verheerenden Regenfällen erhalten hätte, er im Stande gewesen wäre, den ersten Sieg für die britische Krone im ersten Burenkrieg einzuholen, was ihn in eine strategisch bessere und mächtigere Position während der Friedensverhandlungen befördert hätte. Als die Briten am nächsten Tag zurückkehrten, um ihre gefallenen Männer zu bestatten, sahen sie, wie die Buren ebenfalls zurückkehrten, um ihre Toten abzuholen und sich um die Verwundeten zu kümmern. Es kam allerdings zu keiner weiteren Auseinandersetzung. Die 8 getöteten Buren wurden auf der 5 km westlich des Schlachtfelds gelegenen Farm „Geelhoutboom“ beigesetzt.
Die Briten verloren während der Schlacht sieben Offiziere und 69 Soldaten. Weitere 68 Soldaten wurden verletzt. Die toten Briten wurden auf dem Schlachtfeld begraben, die Leichen der Offiziere jedoch wurden nach vier Tagen exhumiert und nach Fort Amiel für eine Bestattung gebracht.
Trotz der Verstärkung, die Colley nach der Schlacht erhielt, war er von Niederlagen geplagt, was zu einer Demoralisierung seiner Truppen beitrug, bis er am 27. Februar 1881, während der Schlacht am Majuba Hill, selbst durch einen Kopfschuss den Tod fand.